# Culex kingii
Culex kingii är en tvåvingeart som först beskrevs av Theobald 1913.  Culex kingii ingår i släktet Culex och familjen stickmyggor. Inga underarter finns listade i Catalogue of Life.